# آقای جاز جوان

تصویری از فیلم

آقای جاز جوان (انگلیسی: Young Mr. Jazz) فیلمی به کارگردانی هال روچ است که در سال ۱۹۱۹ منتشر شد. از بازیگران آن می‌توان به هارولد لوید، لو هاروی، ببه دنیلز، مارگارت جاسلین، سمی بروکس، ماری موسکینی، دی لمپتون، والاس هاو و جیمز پروت اشاره کرد.